# خط نانكاي الكهربائي
خط نانكاي الكهربائي (باليابانية: 南海電気鉄道株式会社, بالإنجليزية:Nankai Electric Railway) وغالبا ما يشار إليها بالاختصار 南海 هي شركة نقل يابانية مقرها أوساكا.